# Two Boats Village
Two Boats Village – wieś u podnóża wzniesienia Green Mountain na Wyspie Wniebowstąpienia. Leży w odległości około 5 kilometrów od bazy lotniczej RAF Wideawake. W miejscowości znajduje się Two Boats School - jedyna szkoła na wyspie.